# Dombasle-sur-Meurthe
Dombasle-sur-Meurthe là một xã trong vùng Grand Est, thuộc tỉnh Meurthe-et-Moselle, quận Nancy, tổng Saint-Nicolas-de-Port. Tọa độ địa lý của xã là 48° 37' vĩ độ bắc, 06° 21' kinh độ đông. Dombasle-sur-Meurthe nằm trên độ cao trung bình là 216 mét trên mực nước biển, có điểm thấp nhất là 203 mét và điểm cao nhất là 320 mét. Xã có diện tích 11,21 km², dân số vào thời điểm 1999 là 8950 người; mật độ dân số là 798 người/km². Xã nằm 17 km về phía đông của Nancy và 15 km về phía tây của Lunéville.

## Thông tin nhân khẩu
| 1962  | 1968  | 1975   | 1982  | 1990  | 1999  |
| ----- | ----- | ------ | ----- | ----- | ----- |
| 9.359 | 9.469 | 10 027 | 9.474 | 9.133 | 8.950 |

## Nhân vật nổi tiếng
- Philippe Claudel, nhà văn